# Ernst Loof
Ernst Loof, född 4 juli 1907 i Neindorf, död 3 mars 1956 i Bonn, var en tysk racerförare och konstruktör. 
Loof startade karriären som förare hos motorcykeltillverkaren Imperia i Bad Godesberg. Efter en period hos Auto Union kom han till BMW. Där arbetade han med bilsportsatsningen och deltog i utvecklingen av 328-modellen. 
Efter andra världskriget började Loof, tillsammans med flera kollegor från BMW-tiden, att tillverka tävlingsbilar under namnet Veritas. Loof körde ett formel 1-lopp i sin egen Veritas Meteor, i Tyskland 1953. Han avled i cancer några år senare.

## F1-karriär
| Säsong | Stall/Tillverkare | Poäng | Placering |
| ------ | ----------------- | ----- | --------- |
| 1953   | Veritas           | 0     | -         |